# Universidade de Estugarda
A Universidade de Estugarda (em alemão:  Universität Stuttgart) é uma universidade localizada em Estugarda, na Alemanha. A Universidade foi fundada em 1829 e está dividida em 10 faculdades.
É uma das universidades alemãs mais avançadas nos domínios científico e tecnológico.

## Faculdades
A universidade está divida em 10 faculdades:
- Faculdade de Arquitetura e Planeamento Urbano
- Faculdade de Engenharia Civil e Ambiental
- Faculdade de Química
- Faculdade de Geo e Biociências
- Faculdade de Ciência da computação, Engenharia Eletrónica e Tecnologia da Informação
- Faculdade de Engenharia Aeroespacial e Geodésica
- Faculdade de Engenharia Mecânica
- Faculdade de Matemática e Física
- Faculdade de Humanidades
- Faculdade de Gestão, Economia e Ciências Sociais